# Дусти
Дусти (тадж. Дӯстӣ) — посёлок городского типа, административный центр района Джайхун Хатлонской области Республики Таджикистан. В 1938—1957 годах посёлок носил название Молотовабад.

## География
Дусти находится в южном Таджикистане около афганской границы в междуречье Вахша и Пянджа. Это ближайший населённый пункт вблизи заповедника Тигровая балка.

## История
Постановлением ЦИК СССР от 19 января 1936 года в составе Таджикской ССР образован новый Молотовабадский район, центр района установлен в месторасположении Молотовской МТС (станция Краснознаменная), с наименованием центра Молотовабад.
Указом Президиума Верховного Совета Таджикской ССР от 3 июля 1957 года Молотовабадский район переименован в Пянджский район и его административный центр — кишлак Молотовабад — в кишлак Пяндж.
Указом ПВС Таджикской ССР от 29.08.1963 года кишлак Пяндж переименован в Дусти.
В 2016 году , посёлок Дусти получает статус посёлка городского типа .

## Население
Население по оценке на 1 января 2015 года составляет 16 500 человек.
| 2019   | 2020   | 2021 | 2022   |
| ------ | ------ | ---- | ------ |
| 18 500 | 18 800 | 9900 | 10 600 |

## Транспорт
Дусти расположен на северо-южной автомагистрали E 123. Аэропорт Дусти (Кумсангир).